# Portable Game Notation
Portable Game Notation (PGN) — формат файла для сохранения шахматных партий. Он был разработан
Стивеном Эдвардсом (англ. Steven J. Edwards) в 1994 году, чтобы облегчить обмен партиями (к примеру, через интернет) между шахматными программами.
Формат PGN использует символы из ASCII-кодировки и состоит из двух частей: метаданные и нотация партии. В первой части стоит информация о партии: турнир, тур, имена игроков, результат и т. д. Вторая часть состоит из алгебраической нотации. Комментарии находятся внутри фигурных скобок.
Большинство шахматных программ поддерживает этот формат. Обработка файлов может совершаться и с помощью обычной программы для редактирования текста. В одном файле можно сохранять более, чем одну партию.

## Seven Tag Roster
В случае, если партия архивируется на будущее, в ней нужны семь обязательных тегов, именуемые «Seven Tag Roster».

### Тег "Event"
[Event "?"] (Названия турнира, матча)
- [Event "FIDE World Championship"]
- [Event "Moscow City Championship"]
- [Event "ACM North American Computer Championship"]
- [Event "Casual Game"]

### Тег "Site"
[Site "?"] (Место проведения) Структура: "Город, Регион Страна"
Для обозначения страны используется список кодов МОК.
- [Site "New York City, NY USA"]
- [Site "St. Petersburg RUS"]
- [Site "Riga LAT"]

### Тег "Date"
[Date "????.??.??"] (Дата)
- [Date "1992.08.31"]
- [Date "1993.??.??"]
- [Date "2001.01.01"]

### Тег "Round"
[Round "?"] (Тур)
- [Round "1"]
- [Round "3.1"]
- [Round "4.1.2"]

### Тег "White"
[White "?"] (Имя играющего белыми)
- [White "Tal, Mikhail N."]
- [White "van der Wiel, Johan"]
- [White "Acme Pawngrabber v.3.2"]
- [White "Fine, R."]

### Тег "Black"
[Black "?"] (Имя играющего чёрными)
- [Black "Lasker, Emmanuel"]
- [Black "Smyslov, Vasily V."]
- [Black "Smith, John Q.:Woodpusher 2000"]
- [Black "Morphy"]

### Тег "Result"
[Result "*"] (Результат)
Все возможные результаты (если за выигрыш даётся одно очко, за ничью — половина, а за проигрыш — ничего):
- [Result "1-0"]
- [Result "0-1"]
- [Result "1/2-1/2"]
- [Result "1/2-0"]
- [Result "0-1/2"]
- [Result "0-0"]
- [Result "+/-"]
- [Result "-/+"]
- [Result "-/-"]
- [Result "*"] (игра не завершена)

## Пример
```
[Event "IBM Kasparov vs. Deep Blue Rematch"]
[Site "New York, NY USA"]
[Date "1997.05.11"]
[Round "6"]
[White "Deep Blue"]
[Black "Kasparov, Garry"]
[Opening "Caro-Kann: 4...Nd7"]
[ECO "B17"]
[Result "1-0"]

 

1.e4 c6 2.d4 d5 3.Nc3 dxe4 4.Nxe4 Nd7 5.Ng5 Ngf6 6.Bd3 e6 7.N1f3 h6
8.Nxe6 Qe7 9.O-O fxe6 10.Bg6+ Kd8 {Каспаров встряхнул головой} 
11.Bf4 b5 12.a4 Bb7 13.Re1 Nd5 14.Bg3 Kc8 15.axb5 cxb5 16.Qd3 Bc6 
17.Bf5 exf5 18.Rxe7 Bxe7 19.c4 1-0
```

## Шахматные программы, которые могут открывать, редактировать и сохранять файлы .PGN
Программы для Microsoft Windows
- Chessbase
- ChessX
- Convekta Aquarium[1]
- Convekta Chess Assistant
- Fritz GUI
- Hiarcs Chess Explorer
- Lokasoft Chesspartner[2]
- Lucas Monge's Lucas Chess
- Martin Blume's Arena
- Shane's Chess Information Database
- Shredder UCI GUI
- Tarrasch Chess GUI
- Winboard

Программы для Linux
- ChessX
- Martin Blume's Arena[3]
- Shane's Chess Information Database
- xBoard

Программы для Android
- Droidfish
- Gerhard Kalab's Chess PGN Master[4]
- Aart Bik's Chess for Android

Программы для Mac OS
- ChessX
- Hiarcs Chess Explorer
- SCID vs Mac[5]

Программы для iOS
- Giordano Vicoli's Chess-Studio